# Карпиниш (Хунедоара)
Карпиниш (рум. Cărpiniș) насеље је у Румунији у округу Хунедоара у општини Симерија. Oпштина се налази на надморској висини од 252 m.

## Становништво
Према подацима из 2002. године у насељу је живело 233 становника, од којих су сви румунске националности.